# Durbridge-Filme
Durbridge-Filme entstanden nach Drehbüchern des britischen Schriftstellers Francis Durbridge (1912–1998), die später auch als Romane veröffentlicht wurden.
In den 50er Jahren war Francis Durbridge in Deutschland mit seinen Hörspielen um den Schriftsteller und Detektiv Paul Temple bekannt geworden. 1959 wurde dann erstmals eines seiner Bücher für das deutsche Fernsehen verfilmt, wobei diesmal eine Geschichte ohne Temple umgesetzt wurde. Der Film wurde in der ARD erstmals zwischen 5. und 16. Oktober im Abstand von zwei bzw. drei Tagen in sechs etwa 30 Minuten langen Folgen ausgestrahlt. Dieser erste Film war noch nicht so erfolgreich wie die folgenden Verfilmungen, die aufgrund ihres enormen Zuschauererfolgs als sogenannte Straßenfeger bezeichnet wurden, weil in Deutschland, zur Sendezeit der einzelnen Folgen, kaum noch Leute auf den Straßen anzutreffen waren. Die Filme liefen in größeren Abständen wiederholt in den Regional- und Spartenkanälen der ARD.
Hauptdarsteller Albert Lieven spielte in insgesamt vier Durbridge-Filmen, allerdings stets in einer anderen Rolle.
Für Regisseur Hans Quest begann mit Es ist soweit und dem Einstieg des Westdeutschen Rundfunks in die Produktion die erfolgreiche Zeit. Unter seiner Regie entstanden insgesamt vier der deutschen Durbridge-Verfilmungen. Neben ihm zeichnete nur noch Rolf von Sydow an mindestens drei Verfilmungen verantwortlich.
Die TV-Verfilmungen wurden anfangs als Mehrteiler angelegt und bis 1964 in sechs Teilen und danach als Dreiteiler gesendet. Nach 1977 wurde weiter auf eine einmalige Ausstrahlung reduziert, damit die Filmhandlungen überschaubarer wurden, wobei diese Filme Laufzeiten von 89 bis zu 129 Minuten hatten. Parallel wurde auch in der DDR ein Durbridge-Film (Der elegante Dreh) produziert, die in die Reihe der Durbridge-Filme mit eingegliedert wurde.
1962 löste der Kabarettist Wolfgang Neuss einen Eklat aus, als er in einer Reklameanzeige den Mörder im Durbridge-Krimi Das Halstuch vorab verriet. Dies brachte ihm sogar Morddrohungen ein. Die Bild-Zeitung bezeichnete Neuss gar als „Vaterlandsverräter“. Diese Produktion war auch gleichzeitig die erfolgreichste.
Eine besondere Stellung nimmt die Paul-Temple-Fernsehserie ein. Durbridge lizenzierte die Figur an die BBC, die ab 1969 aus den Geschichten eine 52-teilige Fernsehserie machte, wovon 39 Folgen in der ersten internationalen Co-Produktion der Fernsehgeschichte zusammen mit dem ZDF gedreht wurden. Die Hauptrolle in den abgeschlossenen Einzelfolgen der Serie spielte der britische Schauspieler Francis Matthews, die Rolle der Ehefrau Steve Ros Drinkwater.

## Deutsche Verfilmungen
| Jahr | Filmtitel                                    | Vorlage                     | Filme    | Gesamtlänge | Regisseur              | Hauptbesetzung                          |
| ---- | -------------------------------------------- | --------------------------- | -------- | ----------- | ---------------------- | --------------------------------------- |
| 1959 | Der Andere                                   | The Other Man               | 6        | 199 min     | Joachim Hoene          | Albert Lieven, Wolf Frees               |
| 1960 | Es ist soweit                                | A Time Of Day               | 6        | 237 min     | Hans Quest             | Siegfried Lowitz, Jürgen Goslar         |
| 1962 | Das Halstuch                                 | The Scarf                   | 6        | 217 min     | Hans Quest             | Heinz Drache, Albert Lieven             |
| 1963 | Tim Frazer                                   | The World of Tim Frazer     | 6        | 223 min     | Hans Quest             | Max Eckard, Marianne Koch               |
| 1963 | Piccadilly null Uhr zwölf                    | Step in the Dark            | 1 (Kino) | 97 min      | Rudolf Zehetgruber     | Hanns Lothar, Helmut Wildt              |
| 1964 | Tim Frazer – Der Fall Salinger               | Tim Frazer Again            | 6        | 193 min     | Hans Quest             | Max Eckard, Ingrid Ernest               |
| 1964 | Tim Frazer jagt den geheimnisvollen Mister X | [1]                         | 1 (Kino) | 85 min      | Ernst Hofbauer         | Adrian Hoven, Corny Collins             |
| 1965 | Die Schlüssel                                | The Desperate People        | 3        | 234 min     | Paul May               | Harald Leipnitz, Albert Lieven          |
| 1966 | Melissa                                      | My Wife Melissa             | 3        | 190 min     | Paul May               | Günther Stoll, Siegfried Wischnewski    |
| 1968 | Ein Mann namens Harry Brent                  | A Man Called Harry Brent    | 3        | 186 min     | Peter Beauvais         | Günther Ungeheuer, Peter Ehrlich        |
| 1969 | Paul Temple                                  | Paul Temple                 | 52       | 2600 min    | div.                   | Francis Matthews, Ros Drinkwater        |
| 1970 | Wie ein Blitz                                | Bat Out of Hell             | 3        | 218 min     | Rolf von Sydow         | Ingmar Zeisberg, Albert Lieven          |
| 1971 | Das Messer                                   | Tim Frazer Gets the Message | 3        | 190 min     | Rolf von Sydow         | Hardy Krüger, René Deltgen              |
| 1977 | Die Kette                                    | A Game of Murder            | 2        | 179 min     | Rolf von Sydow         | Harald Leipnitz, Uschi Glas             |
| 1978 | Der elegante Dreh                            | The Gentle Hook             | 1        | 98 min      | Hanns Anselm Perten    | Walter Faust, Annelise Matschulat       |
| 1984 | Der Besuch                                   |                             | 1        | 98 min      | Jürgen Roland          | Jürgen Goslar, Judy Winter              |
| 1985 | Plötzlich und unerwartet                     | Suddenly at Home            | 1        | 96 min      | Thomas Engel           | Michael Degen, Jutta Speidel            |
| 1986 | Mord am Pool                                 | Deadly Nightcap             | 1        | 129 min     | Gerhard Klingenberg    | Andrea Jonasson, Karl Michael Vogler    |
| 1986 | Kein Alibi für eine Leiche                   | -                           | 1        | 110 min     | Wolf-Dietrich Sprenger | Peter Fricke, Manfred Seipold           |
| 1987 | Dies Bildnis ist zum Morden schön            | The Gentle Hook             | 1        | 101 min     | Günter Gräwert         | Gila von Weitershausen, Nicolas Brieger |
| 1988 | Tagebuch für einen Mörder                    | -                           | 1        | 109 min     | Hans Posegga           | Armin Mueller-Stahl, Monika Woytowicz   |

[1] (Kinofilm, bei dem es sich aber nicht um ein Originalwerk des Autors handelt, da das Drehbuch von Anton van Casteren und Ernst Hofbauer stammt)

## Britische Fernsehverfilmungen
- 1952: The Broken Horseshoe
- 1952: Operation Diplomat
- 1953–1954: The Teckman Biography
- 1954: The Teckman Mystery
- 1955: Portrait of Alison
- 1956: My Friend Charles
- 1956: The Other Man
- 1957: A Time of Day
- 1957: The Vicious Circle
- 1959: The Scarf
- 1960–1961: The World of Tim Frazer
- 1963: The Desperate People
- 1964: Melissa
- 1965: A Man Called Harry Brent
- 1966: Bat out of Hell
- 1966: A Game of Murder
- 1968–1969: Paul Temple (12 Folgen)
- 1969–1971: Paul Temple (mit ZDF-Koproduktion) (52 Folgen)
- 1971: The Passenger
- 1975: The Doll
- 1980: Breakaway

## Britische Spielfilme
- 1946: Der grüne Finger (Send for Paul Temple)
- 1948: Wer ist Rex? (Calling Paul Temple)
- 1950: Jagd auf „Z“ (Paul Temple’s Triumph)
- 1952: Paul Temple und der Fall Marquis (Paul Temple Returns)
- 1957: Interpol ruft Berlin (The Vicious Circle)
- 1957: Der Fall Teckmann (The Teckman Mystery)